# Paisaje alpino
Paisaje alpino es un óleo sobre lienzo del pintor flamenco Tobias Verhaecht. La pintura se terminó entre 1600 y 1615 y ahora se encuentra en el Museo del Prado de Madrid (España).

## Historia
El cuadro, producto de la imaginación de Verhaecht, fue pintado en Amberes entre 1600 y 1615, tras su regreso de Italia, donde viajó en su juventud. Trabajó en Florencia y Roma, donde se convirtió en pintor de frescos de paisajes. Realizó Paisaje alpino en una tierra relativamente plana como Flandes. Al igual que varios artistas flamencos anteriores como Pieter Bruegel el Viejo y Joachim Patinir, así como muchos de los contemporáneos de Verhaect como Joos de Momper y Paul Bril, Verhaecht favoreció la pintura del paisaje imaginario, weltlandschaft, en lugar de enfoques más realistas. Estos paisajes imaginarios y aparentemente anticuados se pintaron así para satisfacer los sofisticados gustos de los comisionistas, y se les pagó más que a los más realistas.
El cuadro fue adquirido por el Museo del Prado como parte de la Colección Real. Anteriormente estuvo ubicado en el Palacio del Buen Retiro de Madrid.

## Descripción
En la pintura, un amplio valle se despliega ante la mirada del espectador. El valle está delimitado por altas montañas que desaparecen de la vista detrás de los altos acantilados hacia el este. En primer plano, a la derecha, un cazador en un caballo blanco sostiene su halcón, mientras que otro jinete en un caballo marrón carga por un sendero de montaña hacia el valle, sosteniendo su lanza. El tortuoso sendero de montaña conduce a un castillo encaramado en un acantilado. Muchas figuras se mueven en el valle. Están ocupados con diversas actividades como la caza, la pesca y el paseo.
Verhaecht detalló meticulosamente la pintura. En primer plano hay distintas flores y pájaros. La pintura mantiene las características compositivas de la tradición paisajística del siglo XVI. El espacio está estructurado en tres bandas de color (amarillo, verde y azul) paralelas al fondo. La línea del horizonte está elevada. Hay mucha atención al detalle, con los diferentes elementos cuidadosamente representados. La mezcla de elementos de la naturaleza salvaje y elementos que representan la intervención del hombre hace de esta pintura de paisaje un "producto híbrido de paisaje naturalista y paisaje imaginario".

El escudo que aparece en la parte superior aún no ha sido identificado.

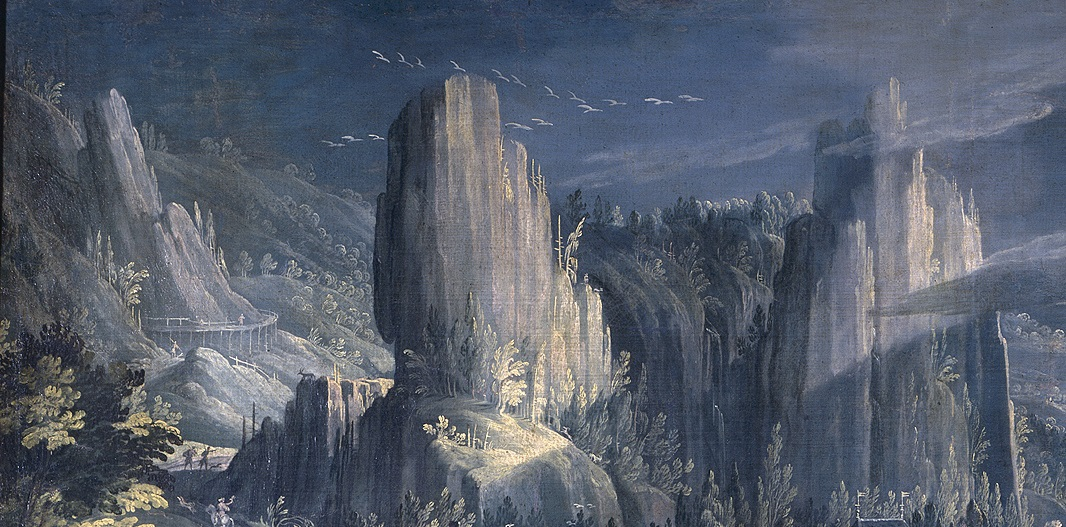
Detalle de peñascos sobre el castillo
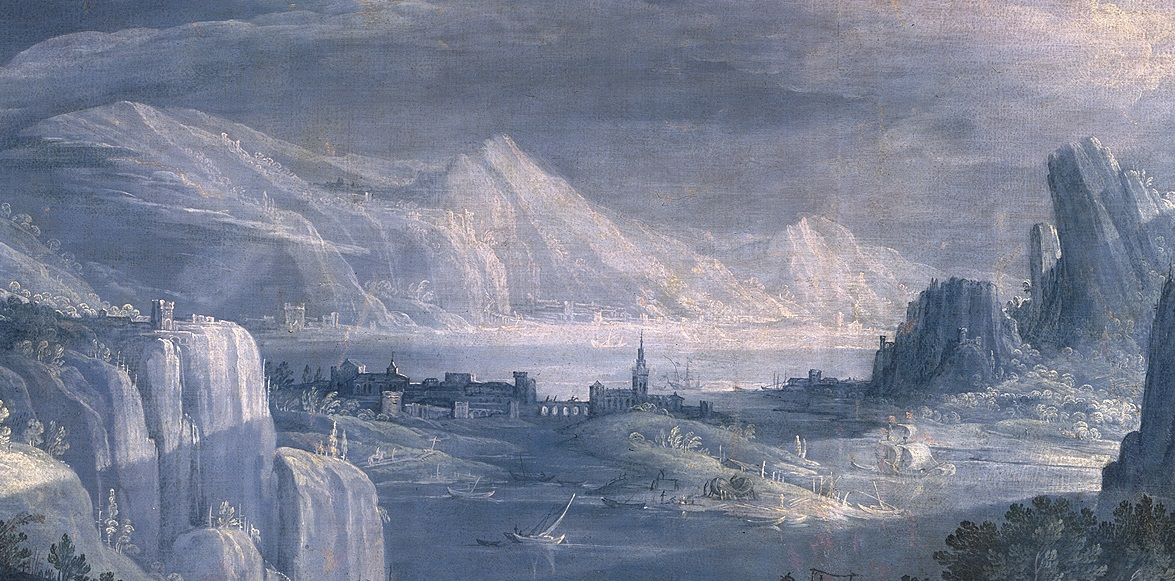
Detalle de bahía y montañas en retroceso
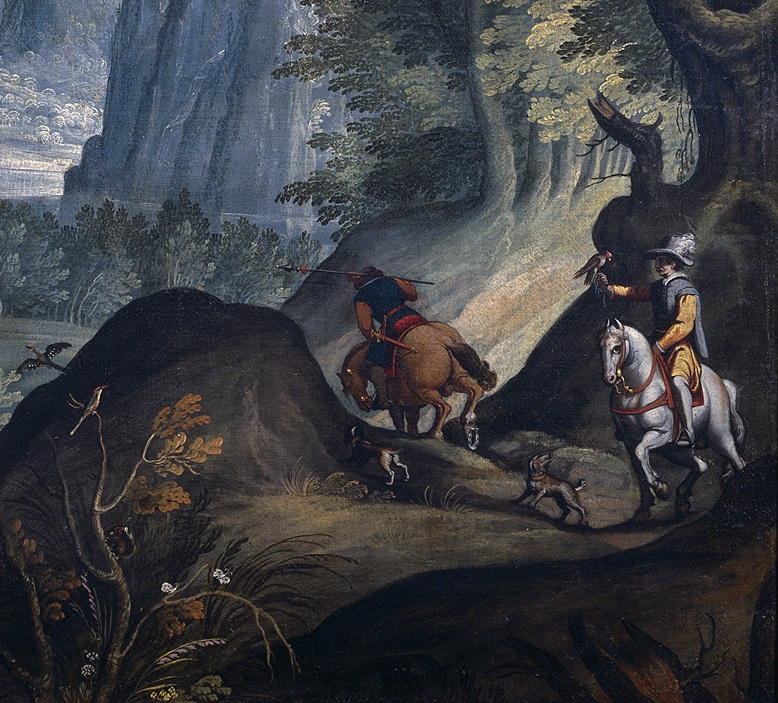
Detalle de cazadores en primer plano